# 沃伊寧
50°41′16″N 24°47′3″E / 50.68778°N 24.78417°E
沃伊寧（烏克蘭語：Войнин），是烏克蘭的村落，位於該國西部沃倫州，由沃洛德米爾區負責管轄，始建於1570年，面積1.84平方公里，海拔高度219米，2001年人口364，人口密度每平方公里197.83人。